# Kanton Grimaud

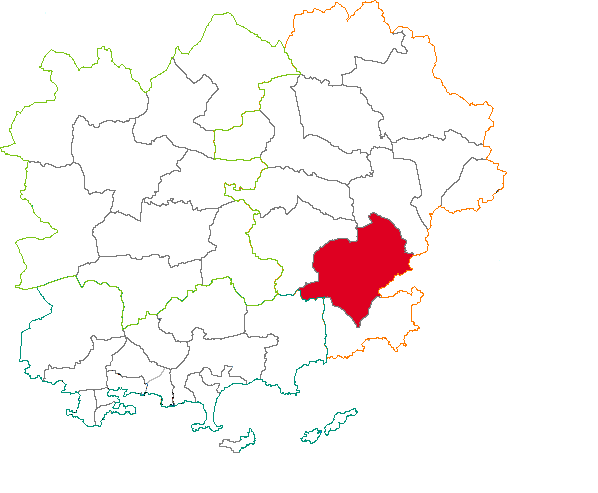
Karte des Kantons Grimaud

Der Kanton Grimaud war bis 2015 ein französischer Wahlkreis im Arrondissement Draguignan, im Département Var und in der Region Provence-Alpes-Côte d’Azur; sein Hauptort war Grimaud. Vertreter im Generalrat des Départements war zuletzt von 2001 bis 2015 Bernard Rolland (UMP).
Der Kanton Grimaud war 267,56 km² groß und hatte (1999) 28.643 Einwohner, was einer Bevölkerungsdichte von 107 Einwohnern pro km² entsprach. Er lag im Mittel 135 Meter über Normalnull, zwischen 0 Meter in Cogolin und 674 Meter in La Garde-Freinet.

## Gemeinden
Der Kanton bestand aus fünf Gemeinden:
| Gemeinde           | Einwohner Jahr | Fläche km² | Bevölkerungsdichte | Code INSEE | Postleitzahl |
| ------------------ | -------------- | ---------- | ------------------ | ---------- | ------------ |
| Cogolin            | 11.642 (2013)  | 27,93      | 417 Einw./km²      | 83042      | 83310        |
| La Garde-Freinet   | 1.833 (2013)   | 76,64      | 24 Einw./km²       | 83063      | 83680        |
| Grimaud            | 4.035 (2013)   | 44,58      | 91 Einw./km²       | 83068      | 83310        |
| Le Plan-de-la-Tour | 2.747 (2013)   | 36,8       | 75 Einw./km²       | 83094      | 83120        |
| Sainte-Maxime      | 13.835 (2013)  | 81,61      | 170 Einw./km²      | 83115      | 83120        |